# 上野昻志
上野 昻志（うえの こうし、1941年2月22日 - ）は、日本の文芸・映画・時事評論家。コラムニスト。

## 略歴
東京出身。父は美術家で神戸大学教授を務めた上野省策。東京都立大学で竹内好に師事し、魯迅を専攻。1966年、東京都立大学大学院在籍中、『ガロ』連載の社会時評的コラム「目安箱」で評論家デビュー。このコラムは反既成政党、反近代、学生運動擁護色が強い。
1969年、季刊誌「シネマ69」にやくざ映画論(「閉ざされた型」「矛盾に向けた求心力」)を発表。1970年以降同誌や「映画芸術」誌上で加藤泰論中心に映画評論を展開。同時に森進一、魯迅、林静一などを論じる。
1971年、東京都立大学人文科学研究科博士課程単位取得退学。同年、書き下ろしの赤瀬川原平論「曖昧な露骨」を含む初の評論集『沈黙の弾機』を刊行。『新日本文学』誌上でも花田清輝論などを執筆した。1973年、吉田喜重監督の『戒厳令』の製作に関与 (共同プロデューサーの一人) 。2008年から日本ジャーナリスト専門学校校長（2010年3月閉校）。
その評論活動は多岐に亘り、今となっては功績を特定することが難しいが、『映画=反英雄達の夢』や『映画全文』など映画論に特筆すべき、後世に残るものがある。なおその反近代思想はデビュー作「共有と私有　小繋の入会権訴訟について」(「ガロ」66年4月号)に印象的に現れているが、『沈黙の弾機』には未収録。

## 著作
- 『沈黙の弾機：上野昻志評論集』（青林堂、1971年）
- 『魯迅』（三一書房、1974年）
- 『巷中有論：街にケンカのタネを拾う』（白夜書房、1978年）
- 『現代文化の境界線』（冬樹社、1979年）
- 『紙上で夢みる：現代大衆小説論』（蝸牛社、1980年／清流出版、2005年）
- 『映画＝反英雄たちの夢』（話の特集、1983年）
- 『肉体の時代：体験的’60年代文化論』（現代書館、1989年）
- 『戦後再考』（朝日新聞社、1995年）
- 『映画全文：1992〜1997』（リトル・モア、1998年）
- 『写真家 東松照明』（青土社、1999年）
- 『戦後60年』（作品社、2005年）
- 『黄昏映画館：わが日本映画誌』（国書刊行会、2022年）

### 編著ほか
- 編『鈴木清順全映画』（立風書房、1986年）
- 橋本文雄『ええ音やないか：橋本文雄・録音技師一代』（聞き手、リトル・モア、1996年）
- 『生きる力　宮崎学×梁石日』（柏書房、2000年）構成
- 伊地智啓『映画の荒野を走れ：プロデューサー始末半世紀』（木村建哉と共編、インスクリプト、2015年）